# Bagaceratops
A Bagaceratops (nevének jelentése 'kis szarvarcú', a mongol Baga 'kis' és az ógörög ceratops 'szarvarcú' szavak összetételéből) a ceratopsia dinoszauruszok egyik neme, amely a mai Mongólia területén élt a késő kréta korban, körülbelül 80 millió évvel ezelőtt. Bár a dinoszauruszok uralmának végén jelent meg, a Bagaceratops anatómiája meglehetősen kezdetleges, emellett pedig a teste a korai ceratopsiákra jellemzően kisméretű volt.

## Anatómia

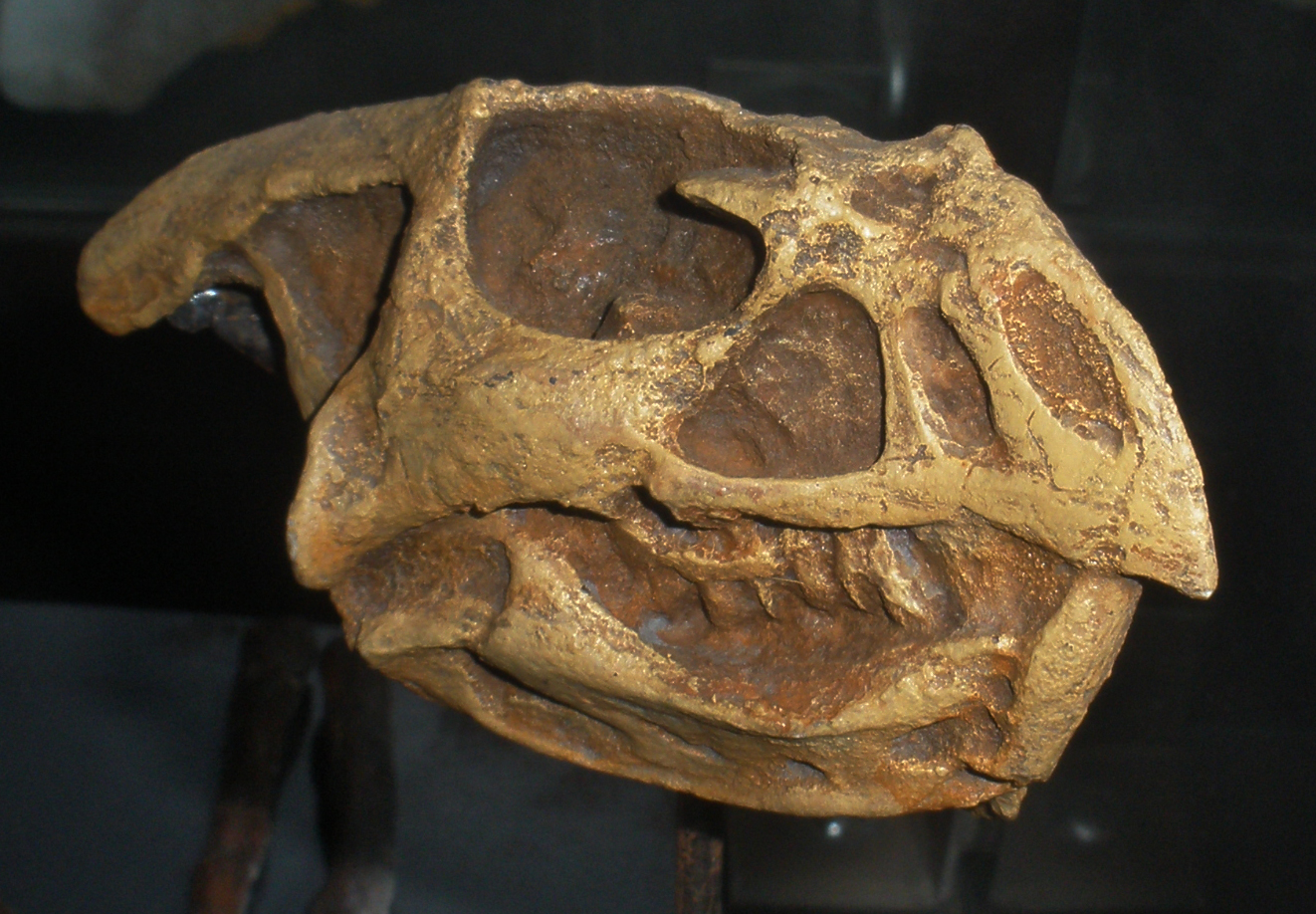
A Bagaceratops koponyája

A Bagaceratops felnőtt korára körülbelül 1 méteres hosszúságot, 50 centiméteres magasságot és mintegy 22 kilogramm tömeget ért el. Kisebb (nyílások nélküli) nyakfodorral, állcsontonként tíz őrlőfoggal és közeli rokonánál, a Protoceratopsnál háromszögletűbb fejjel rendelkezett.
A Bagaceratops később fejlődött ki, mint kezdetleges rokonai, a maradványain mégis sok bazális tulajdonság fedezhető fel. Ettől eltekintve a két dinoszaurusz nagyon hasonlított egymásra, mindkettőnek csőre volt, a szemöldökszarvaik hiányoztak, az orrukon azonban egy szarvszerű kiemelkedés helyezkedett el.

## Felfedezés és fajok
A Bagaceratops első maradványait az 1970-es években, a Góbi-sivatagban fedezték fel egy mongol és lengyel tudósokból álló expedíció tagjai. A Bagaceratops példányai közül jelenleg több is a varsói Ősbiológiai Intézet (Instytutu Paleobiologii PAN) gyűjteményében található.

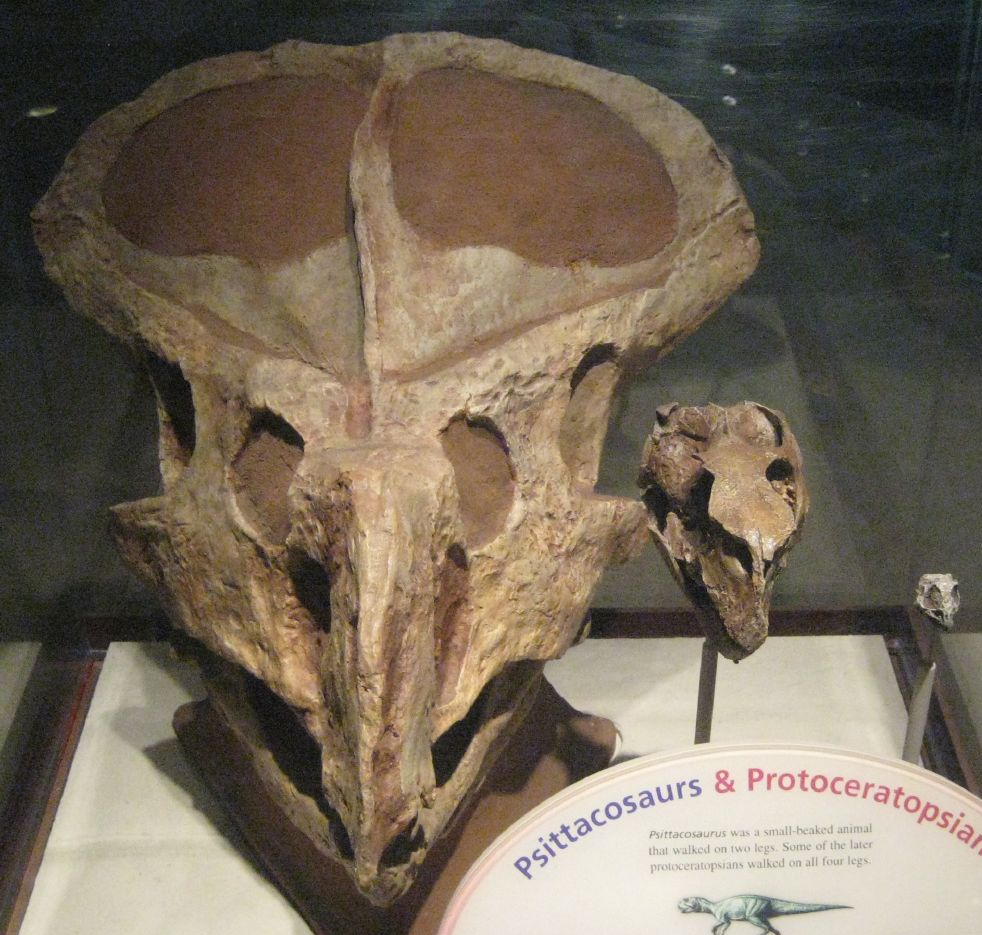
Egy fiatal példány koponyájának másolata

A Bagaceratops jelenleg öt teljes és tizenkét részleges koponya alapján ismert, melyek közül a leghosszabb 17 centiméteres. A koponyák növekedtek az állatok élete során, a legkisebb egyedé csak 4,7 centiméter hosszú volt, így a növekedési ciklus aránylag jól ismert. A kisebb, fiatalokhoz tartozó koponyák körülbelül feleakkorák voltak, mint egy golflabda. Sajnos a Bagaceratops koponya alatti csontvázából csak töredékek kerültek elő.
Egy fiatal példány először Protoceratops, majd Protoceratops kozlowskii később pediig Breviceratops kozlowskii néven ismert maradványait Szergej Kurzanov 1990-ben fiatal Bagaceratops egyednek gondolta. Ezt Sereno (2000-ben) azzal magyarázta, hogy a fiatal Breviceratops felnőtt korára Bagaceratopsszá vált.
Az egyetlen ismert faj, a típusfaj, a B. rozhdestvenskyi az orosz őslénykutatóról Anatolij Konsztantyinovics Rozsgyesztvenszkijről kapta a nevét.

## Osztályozás
A Bagaceratops a Ceratopsia csoportba, a papagájszerű csőrrel rendelkező dinoszauruszok közé tartozik, melyek a 65 millió évvel ezelőtt véget ért kréta időszak során Észak-Amerika, Ázsia és Európa területén éltek.

## Táplálkozás
A Bagaceratops a többi ceratopsiához hasonlóan növényevő volt. A kréta időszak során a virágos növények elterjedése földrajzilag korlátozott volt a szárazföldön, így valószínű, hogy ez az állat az időszak uralkodó növényeit, a harasztokat, a cikászokat és a tűlevelűeket fogyasztotta, éles csőrével lecsípve a leveleket és a fenyőtűket.

## Fordítás
- Ez a szócikk részben vagy egészben a Bagaceratops című angol Wikipédia-szócikk ezen változatának fordításán alapul.  Az eredeti cikk szerkesztőit annak laptörténete sorolja fel. Ez a jelzés csupán a megfogalmazás eredetét és a szerzői jogokat jelzi, nem szolgál a cikkben szereplő információk forrásmegjelöléseként.